# Маёвка (Владимирская область)
Маёвка — посёлок в Александровском районе Владимирской области России, входит в состав Краснопламенского сельского поселения.

## География
Посёлок расположен в 8 км на юго-запад от центра поселения посёлка Красное Пламя и в 25 км на северо-запад от города Александрова близ старого хода Ярославского шоссе.

## История
Посёлок образован после Великой Отечественной войны в составе Краснопламенского сельсовета, с 2005 года — в составе Краснопламенского сельского поселения. 

## Население
| 2002 | 2010 | 2021 |
| ---- | ---- | ---- |
| 75   | ↘62  | ↗84  |